# 勇姫

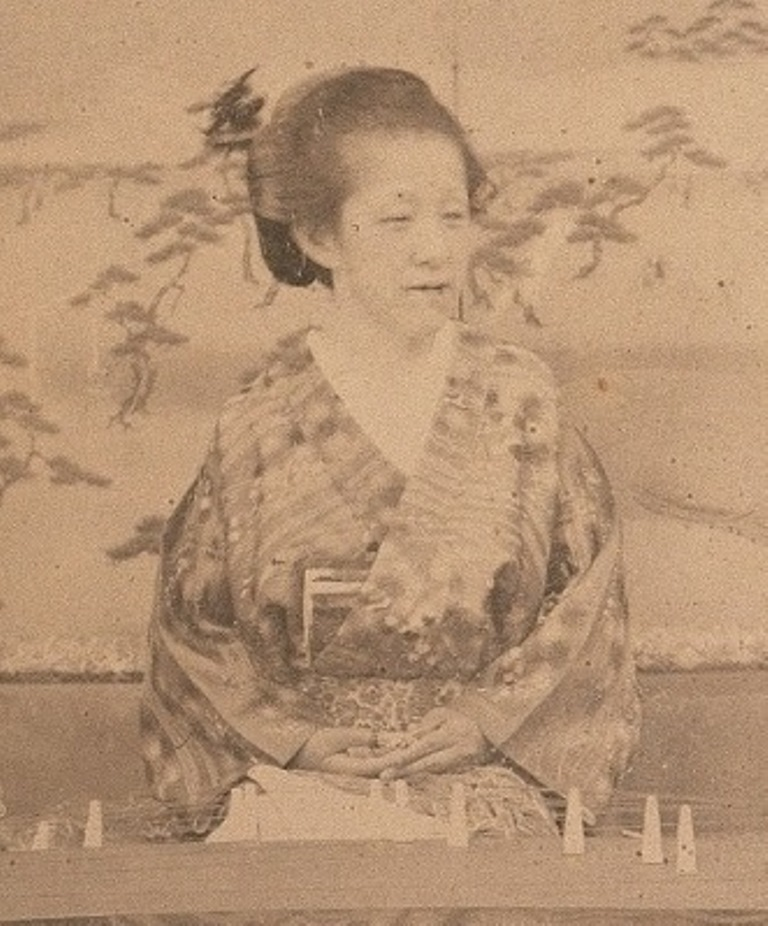
勇姫

勇姫（いさひめ、天保5年7月14日（1834年8月18日） - 明治20年（1887年）1月6日）は、江戸時代幕末期から明治期の女性。諱は常子。熊本藩10代藩主・細川斉護の三女。福井藩第16代藩主・松平慶永の正室。

## 生涯
天保5年（1834年）に江戸の熊本藩上屋敷龍口邸において誕生。母は正室の益（広島藩主浅野斉賢の娘、顕光院）。
天保11年（1840年）2月、福井松平家から細川家に、福井藩主松平慶永との縁組をまとめたい旨が伝えられ、3月に細川家は異存がない旨を回答。その後5月27日、両家の縁組が幕府から承認された。この縁組に先立っては、まず慶永の生家である田安家老女から、慶永の叔母であり勇姫の祖母にあたる第9代熊本藩主細川斉樹の正室・蓮性院附きの老女に対して内談があった。その後の輿入れの時期等をめぐっても両家の奥向きと表向きが連動して交渉を重ね、決定していったことがわかる。
勇姫は、9歳の時天然痘を罹った（天保13年（1842年）12月9日～）。その闘病記録によれば、幕府奥医師多紀元堅（楽真院）からは「軽痘」と診断され、同月24日には疱瘡が癒えた際に浴びせる「酒湯」が行われたものの、痘の膿や口内の乾燥などに悩まされ、完全に回復したのは翌年2月末のことであった。一命は取りとめたものの、顔には「あばた」が残ってしまったという。
弘化3年（1846年）3月19日、鉄漿初の祝いが執り行われ、父斉護から諱（常子）が贈られた。嘉永2年（1849年）11月9日には、龍口邸からほど近い同じ御曲輪内（おくるわうち）の福井藩上屋敷常盤橋邸に入輿し、婚礼の儀が執り行われた。翌年4月末、慶永は福井へむけて発駕したが、その後勇姫は龍口邸に移って体調を崩し、父斉護からは松平家に離婚の申入れがなされて離婚協議問題へと発展した。福井藩では安政期にかけて奥向きへも厳しい倹約策（人員削減を含む）を進めており、慶永側近の中根雪江は、勇姫付と慶永付の奥女中との間に激しい対立があったことを記している。最終的に11月には解決し、勇姫は常盤橋邸へ帰輿している。
安政5年（1858年）7月、将軍継嗣問題をめぐる政争に敗れた夫慶永は隠居のうえ「急度慎」の処分をうけ、11月11日に常盤橋邸から中屋敷霊岸島邸へ転居した。これに伴って勇姫も同邸へ引き移った。
初めての子の誕生は万延元年（1860年）、この霊岸島邸でのことであった。懐妊と診断された3月には、産婆「薩摩婆（さつまばば）」が呼ばれて仮腹帯を着け、4月には着帯祝儀が催された。同月中旬に父斉護が死去すると、勇姫は沈みがちになり愁歎を訴えるようになった。このためにしばらく表御座の間に出て、慶永とともに食事をとることにした。食事後内庭を逍遥したり時には庭に綿羊を放して見物したりすることもあった。こうして8月17日、勇姫は無事女児を出産し、安姫と名付けられた。同年9月、慶永は「急度慎」を免ぜられた。
文久3年（1863年）、前年の参勤交代制の緩和によって3月23日、青松院（夫春嶽の生母）と安姫とともに福井城到着。明治3年（1870年）3月22日まで在福し、東京へ移った。
明治8年（1875年）6月5日、母顕光院と面会するために熊本に到着（8月22日帰京）。明治20年（1887年）1月6日、死去。享年54。品川海晏寺に埋葬された。